# Rafe Wolfe
Rafe Raccini Wolfe (Saint Catherine, 19 dicembre 1985) è un ex calciatore giamaicano, di ruolo difensore.

## Carriera

### Club
Ha giocato nella massima serie del campionato giamaicano e ungherese.

### Nazionale
Ha esordito con la nazionale giamaicana nel 2008.

## Palmarès

### Club

#### Competizioni nazionali
- Nemzeti Bajnokság II: 1

Ferencvaros: 2008-2009